# Стрела (фрегат, 1782)
«Стрела» («Двенадцатый», «Иоанн Воинственник») — парусный 44-пушечный фрегат Азовского, а затем Черноморского флота Российской империи.

## Описание фрегата
Парусный 44-пушечный фрегат. Длина судна составляла 39 метров, ширина по сведениям из различных источников составляла от 10,2 до 10,5 метра, а осадка — 3,6 метра. Первоначальное вооружение судна состояло из двадцати восьми 12-фунтовых, двенадцати 6-фунтовых и четырёх 3-фунтовых орудий. В 1788 году фрегат был переоборудован в «новоизобретенный» 40-пушечный фрегат с увеличением калибра орудий до 18 фунтов.

## История службы
Фрегат был заложен на Гнилотонской верфи 24 июля 1778 года и после спуска на воду 26 августа 1782 года вошёл в состав Азовского Флота под названием «Двенадцатый». Строительство вели корабельные мастера О. Матвеев и Юхарин.
Весной 1783 года перешёл с Дона в Таганрог и был включен в состав Черноморского флота с переименованием 18 мая в «Стрелу». 13 июля прибыл в Ахтиарскую бухту. Осенью 1783 года выходил в крейсерство к берегам Крыма, а 1785 и 1787 годах — в практические плавания в Чёрное море в составе эскадр.
Принимал участие в русско-турецкой войне 1787—1791 годов. 31 августа 1787 года в составе эскадры контр-адмирала графа М. И. Войновича вышел из Севастополя на поиск турецких судов. Попав 8 сентября в сильный пятидневный шторм у мыса Калиакра, отбился от эскадры, потерял руль, грот- и бизань-мачты и вынужден был вернуться в Севастополь, куда прибыл к 21 сентября.
18 июня 1788 года вновь вышел из Севастополя в составе эскадры графа М. И. Войновича, а 30 июня у Очакова русская эскадра наткнулась на турецкий флот, который пошёл к югу. Суда эскадры Войновича двинулись параллельным курсом. 3 июля 1788 года фрегат в составе авангарда бригадира Ф. Ф. Ушакова принимал участие в сражении у Фидониси. После сражения суда эскадры до 6 июля маневрировали, с целью не подпустить турецкий флот к берегам Крыма, а к 19 июля вернулись в Севастополь. 24 августа корабли эскадры вновь вышли в море, но из-за сильного шторма вынуждены были к 27 августа вернуться в Севастополь. Со 2 по 19 ноября в составе той же эскадры принимал участие в крейсерстве у мыса Тендра, но суда противника обнаружены не были и эскадра вернулась обратно. В том же году фрегат был переоборудован в «новоизобретенный» 40-пушечный фрегат с увеличением калибра орудий до 18 фунтов и получил новое имя «Иоанн Воинственник».
С 18 сентября по 4 ноября 1789 года в составе эскадр Ф. Ф. Ушакова и М. И. Войновича трижды выходил в море к мысу Тендра, Гаджибею и устью Дуная, но турецкий флот избегал встреч с русскими эскадрами.
16 мая 1790 года вошёл в состав эскадры контр-адмирала Ф. Ф. Ушакова и вышел из Севастополя к Синопу. Отделившись 22 мая от эскадры, был направлен для прикрытия действия малых крейсерских судов у турецкого берега. 29 мая вернулся к эскадре у Анапы, где 1 июня принял участие в бомбардировке крепости и турецких судов. После чего суда эскадры ушли в Севастополь, куда прибыли к 5 июня. 2 июля в составе эскадры вышел в море и 8 июля стал на якорь у входа в Керченский пролив. После обнаружения приближающегося турецкого флота, корабли эскадры снялись с якоря. Во время Керченского сражения шёл во второй линии в составе корпуса резерва. 12 июля эскадра вернулась в Севастополь.
25 августа эскадра вышла к Очакову на соединение с Лиманской эскадрой. 28 августа 1790 года фрегат принимал участие в сражении у мыса Тендра, после чего вместе с остальными судами преследовал турецкие корабли до темноты. После возобновления погони утром 29 августа в составе авангарда настиг и атаковал турецкий корабль «Мелеки-Бахри». С 4 по 6 сентября сопровождал пленный турецкий корабль в Днепровский лиман, а к 8 сентября пришёл в Севастополь.
После возвращения использовался в качестве транспорта, при этом вооружение судна было уменьшено до шести 6-фунтовых орудий. В силу ветхости в море больше не выходил. Весной 1791 года был отправлен в Херсон, где после 1792 года был разобран.

## Командиры фрегата
Командирами судна в разное время служили:
- Д. А. Доможиров (с 1783 года по 1785 года).
- Ф. В. Поскочин (1787 год).
- М. Н. Нелединской (1788 год).
- Н. Бирюлев (1789 год).
- А. Г. Баранов (1791 год).
- Н. М. Тимофеев (1791—1792 годы).